# Ymer Dishnica
Ymer Dishnica (ur. 21 lutego 1912 we wsi Dishnicë, okręg Korcza, zm. 22 września 1998 w Tiranie) – albański lekarz i działacz komunistyczny, przewodniczący parlamentu albańskiego w latach 1946-1947, minister zdrowia w latach 1944–1946.

## Życiorys
W 1932 ukończył liceum francuskie w Korczy i uzyskał stypendium państwowe, dzięki któremu studiował medycynę w Lyonie i w Paryżu. W czasie studiów we Francji związał się z Francuską Partią Komunistyczną i w 1933 został jej członkiem. W latach 1933–1937 działał w ugrupowaniach emigracyjnych przeciwnych polityce Zoga I w Albanii. W tym czasie pisał do czasopism Populli i Sazani. Po nieudanych próbach utworzenia albańskiej partii komunistycznej przez emigrantów we Francji, w sierpniu 1941 wrócił do kraju. Od 1942 zasiadał w Komitecie Centralnym Komunistycznej Partii Albanii, a od 1944 we władzach Ruchu Narodowowyzwoleńczego. Używał pseudonimu Doktori. W sierpniu 1943 reprezentował partię komunistyczną na konferencji w Mukje, która miała ustalić zasady współpracy między największymi ugrupowaniami ruchu oporu. Ustalenia dotyczące współpracy przyjęte w Mukje zostały odrzucone przez Komitet Centralny partii komunistycznej.
W 1944 objął stanowisko ministra zdrowia w rządzie kierowanym przez Envera Hodżę. Od 1946 zasiadał w Zgromadzeniu Ludowym, pełniąc w latach 1946-1947 funkcję jego przewodniczącego. Od 1949 był członkiem Albańskiej Partii Pracy. Po usunięciu ze stanowiska pracował w Beracie na stanowisku lekarza patologa, a także w miejscowym pogotowiu ratunkowym. W czerwcu 1955 aresztowany przez funkcjonariuszy Sigurimi i oskarżony o uprawianie wrogiej działalności propagandowej i sprzyjanie burżuazyjnemu systemowi władzy we Francji. W przekonaniu Liri Belishovy, Dishnica był represjonowany jako sygnatariusz porozumienia z Mukje i tylko wstawiennictwu Nako Spiru zawdzięczał, że nie został rozstrzelany. Skazany na 5 lat więzienia, odbywał karę przez cztery miesiące. 12 czerwca 1956 zwolniony z więzienia. Wrócił do Beratu, gdzie pracował w zawodzie lekarza. W 1975 usunięty z partii i poddany ciągłej inwigilacji. W 1994 został wybrany przewodniczącym organizacji skupiającej kombatantów wojny narodowowyzwoleńczej. Zmarł w Tiranie.
Imię Ymera Dishnicy nosi gimnazjum w Korczy. W 2014 został uhonorowany orderem Nderi i Kombit przez prezydenta Bujara Nishaniego.